# Fleurieu-sur-Saône
Fleurieu-sur-Saône est une commune française située dans la métropole de Lyon, en région Auvergne-Rhône-Alpes.

## Géographie

### Situation
Fleurieu-sur-Saône est située sur la rive gauche de la Saône, à 10 kilomètres au nord de Lyon.
Le territoire de la commune, qui borde la Saône sur 2 kilomètres, présente la forme d'un triangle dont la pointe est dirigée vers l'est. Depuis Neuville-sur-Saône qui jouxte Fleurieu au nord, la vallée de la Saône est resserrée entre les monts d'Or à l'ouest et le plateau de Dombes à l'est. Le village ne dispose que d'une étroite bande de terrain plat en bord de Saône, le reste de la commune étant boisé, tant sur le rebord de la costière que dans le vallon du ruisseau des Échets qui la sépare de Cailloux-sur-Fontaines et Fontaines-Saint-Martin au sud-est.

### Communes limitrophes
Les communes limitrophes sont Rochetaillée-sur-Saône, Montanay, Albigny-sur-Saône, Cailloux-sur-Fontaines, Couzon-au-Mont-d'Or, Fontaines-Saint-Martin et Neuville-sur-Saône.

### Hydrographie
La commune est bordée à l'ouest par la Saône.

### Climat
Pour des articles plus généraux, voir Climat d'Auvergne-Rhône-Alpes et Climat du Rhône.
En 2010, le climat de la commune est de type climat océanique altéré, selon une étude du Centre national de la recherche scientifique s'appuyant sur une série de données couvrant la période 1971-2000. En 2020, Météo-France publie une typologie des climats de la France métropolitaine dans laquelle la commune est dans une zone de transition entre le climat semi-continental et le climat de montagne et est dans la région climatique  Bourgogne, vallée de la Saône, caractérisée par un bon ensoleillement (1 900 h/an), un été chaud (18,5 °C), un air sec au printemps et en été et des vents faibles. 
Pour la période 1971-2000, la température annuelle moyenne est de 11,6 °C, avec une amplitude thermique annuelle de 18 °C. Le cumul annuel moyen de précipitations est de 822 mm, avec 9 jours de précipitations en janvier et 6,5 jours en juillet. Pour la période 1991-2020, la température moyenne annuelle observée sur la station météorologique de Météo-France la plus proche, « Lyon-Bron », sur la commune de Bron à 14 km à vol d'oiseau, est de 13,0 °C et le cumul annuel moyen de précipitations est de 820,8 mm,. Pour l'avenir, les paramètres climatiques de la commune estimés pour 2050 selon différents scénarios d'émission de gaz à effet de serre sont consultables sur un site dédié publié par Météo-France en novembre 2022.

### Voies de communication et transports

#### Desserte routière
Fleurieu est longé par la route Lyon - Trévoux (D433), axe de circulation nord-sud important. Il n'y a pas de pont sur la Saône à Fleurieu. Pour franchir la rivière, il faut atteindre la commune de Rochetaillée-sur-Saône et le pont de Couzon ou celle de Neuville-sur-Saône et le pont de Neuville.

#### Transports en commun

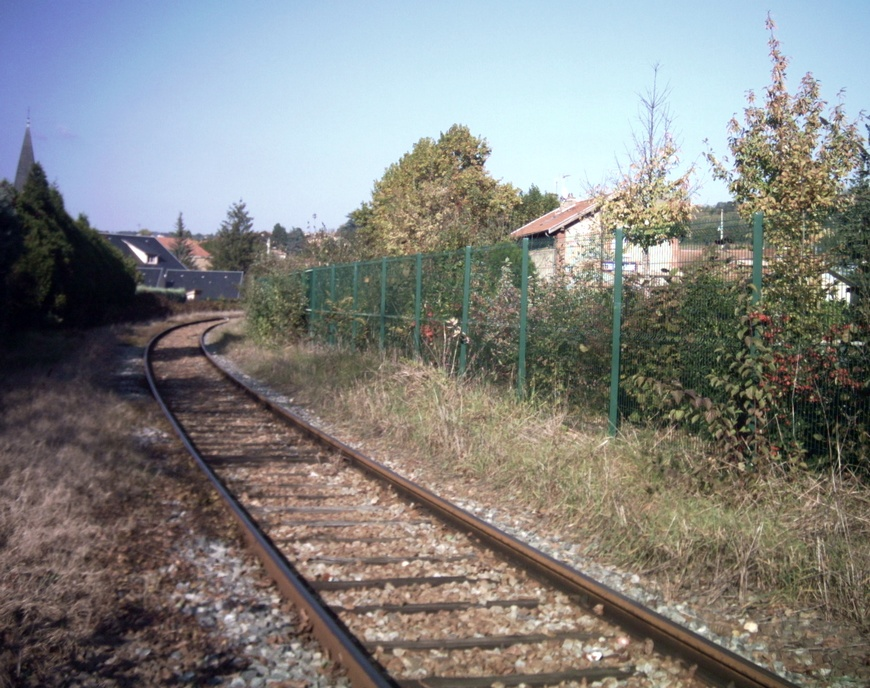
La ligne désaffectée et l'ancienne gare de Fleurieu.

La commune est reliée à Lyon par deux lignes de bus des Transports en commun lyonnais : la ligne 40 (Neuville - Lyon-Bellecour) et la ligne 70 (Neuville - Lyon-Part-Dieu).
L'ancienne ligne de chemin de fer de Lyon à Trévoux, actuellement neutralisée, fait l'objet d'études en vue de sa réouverture, probablement sous la forme de tram-trains, d'abord annoncée pour 2017. Fleurieu serait desservi. Le projet n'a pas encore abouti à ce jour.
Sur la rive droite de la Saône, la gare de Couzon-au-Mont-d'Or et la gare d'Albigny-Neuville sont desservies par les TER de la relation Villefranche - Lyon-Perrache. Cependant leur accès depuis Fleurieu n'est pas direct.

## Urbanisme

### Typologie
Au 1er janvier 2024, Fleurieu-sur-Saône est catégorisée ceinture urbaine, selon la nouvelle grille communale de densité à sept niveaux définie par l'Insee en 2022.
Elle appartient à l'unité urbaine de Lyon, une agglomération inter-départementale regroupant 123  communes, dont elle est une commune de la banlieue,,. Par ailleurs la commune fait partie de l'aire d'attraction de Lyon, dont elle est une commune de la couronne,. Cette aire, qui regroupe 397 communes, est catégorisée dans les aires de 700 000 habitants ou plus (hors Paris),.

### Occupation des sols
L'occupation des sols de la commune, telle qu'elle ressort de la base de données européenne d’occupation biophysique des sols Corine Land Cover (CLC), est marquée par l'importance des territoires artificialisés (35,2 % en 2018), en augmentation par rapport à 1990 (32,7 %). La répartition détaillée en 2018 est la suivante : 
zones urbanisées (33,9 %), forêts (27,1 %), zones agricoles hétérogènes (11,9 %), terres arables (10,6 %), prairies (9 %), eaux continentales (6,2 %), espaces verts artificialisés, non agricoles (1,3 %). L'évolution de l’occupation des sols de la commune et de ses infrastructures peut être observée sur les différentes représentations cartographiques du territoire : la carte de Cassini (XVIIIe siècle), la carte d'état-major (1820-1866) et les cartes ou photos aériennes de l'IGN pour la période actuelle (1950 à aujourd'hui).

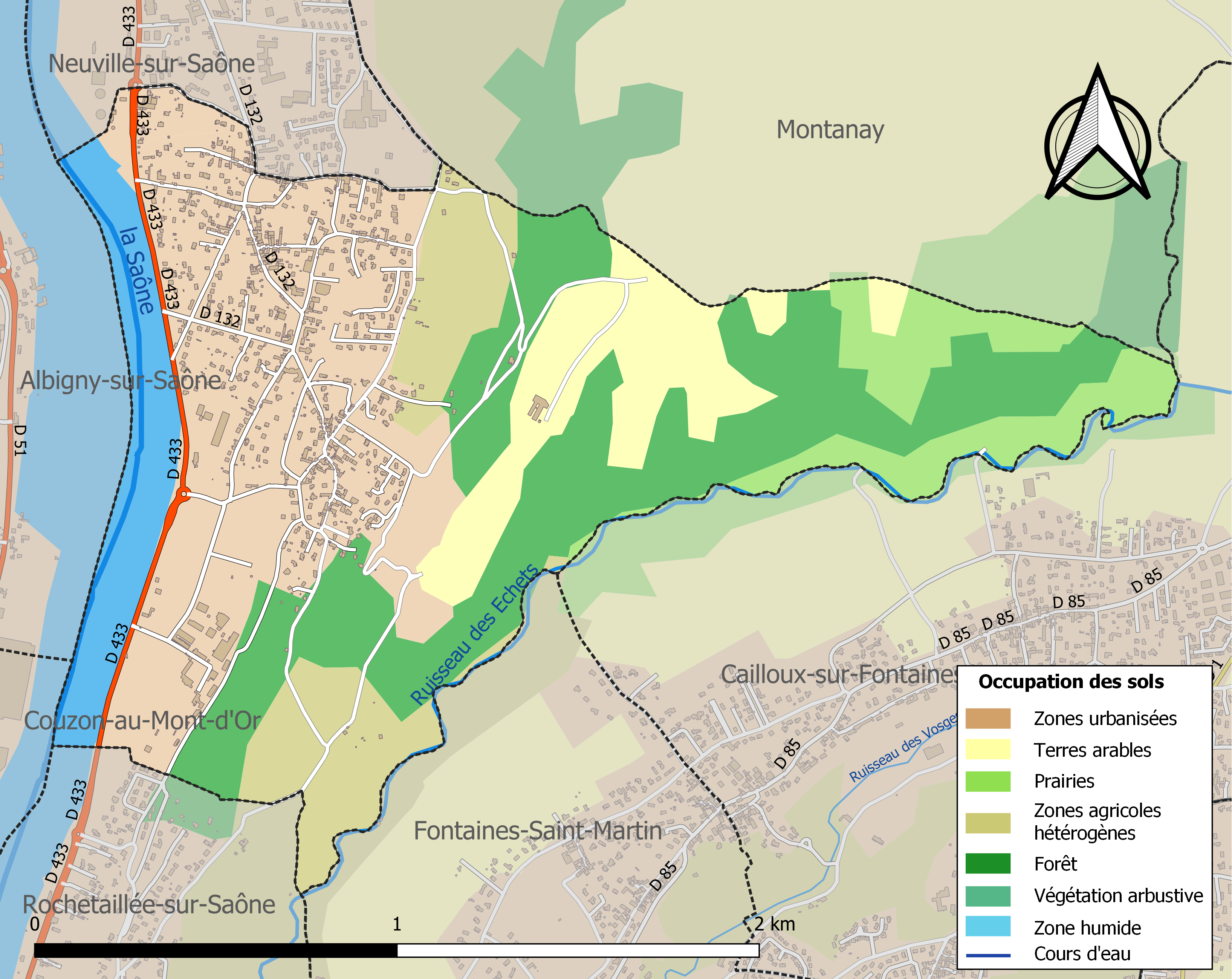
Carte des infrastructures et de l'occupation des sols de la commune en 2018 (CLC).

## Toponymie
Un certain nombre de spécialistes,,,, a assimilé le nom de Fleurieu-sur-Saône au type toponymique gallo-roman °FLORIACU (également reconstruit sous les formes °Floriacus ou °Floriacum), sur lequel reposent la plupart des Fleuré , Fleurey, Fleury , Fleurieu , Fleurac  et autres variantes. Ce type toponymique bien connu, formé avec le suffixe d'origine gauloise -(i)acum, est susceptible de deux principales interprétations :
- L'explication traditionnelle des noms en -(i)acum, initiée par Henri d'Arbois de Jubainville[22] et adoptée par la plupart des toponymistes postérieurs, est qu'il s'agit d'un nom de lieu gallo-romain formé sur un anthroponyme, c'est-à-dire, dans le cas de °FLORIACU, « (le domaine) de Florius », gentilice et cognomen latin. Parmi les tenants de cette analyse, on peut citer Auguste Longnon[16], Albert Dauzat[17], Marie-Thérèse Morlet[23] et Ernest Nègre[19].
- Une explication différente repose sur la possibilité de voir dans le premier élément du toponyme un nom commun aussi bien qu'un nom propre, et dans -(i)acum un suffixe adjectival de sens très général. Ce changement relatif d'optique fut initié par Marc Bloch, et surtout développé par Michel Roblin dans sa thèse de doctorat sur le terroir de Paris aux époques gallo-romaine et franque[24]. Dans ce cas, °FLORIACU pourrait reposer sur le latin flos, floris « fleur », et donc signifier « l'endroit caractérisé par la présence de fleurs », possible indice d'une terre défrichée. C'est l'explication adoptée, après Michel Roblin[24], par divers toponymistes dont Jean Coste[20].
- D'autres linguistes encore, à l'instar de Gérard Taverdet[18], ne prennent pas parti mais considèrent les deux options comme possibles, tout en constatant la quasi-impossibilité d'apporter une preuve déterminante à l'une ou l'autre thèse.

Cependant, tous les spécialistes ayant étudié le nom de Fleurieu-sur-Saône constatent, de manière implicite ou explicite, qu'on ne connaît aucune forme ancienne de ce toponyme : ainsi, Auguste Longnon, Albert Dauzat et Ernest Nègre se bornent à ne pas donner d'attestations, aveu de leur ignorance ; et Gérard Taverdet insiste sur le fait que cette absence est très gênante. Quant à Auguste Vincent et Marie-Thérèse Morlet, qui citent toujours les formes anciennes des noms étudiés, ils préfèrent, de manière caractéristique, ne pas inclure Fleurieu-sur-Saône dans leurs études respectives, expression de leur doute, et de leur incapacité à dire quoi que ce soit à son sujet.
De fait, le nom de Fleurieu-sur-Saône, contrairement à ses homonymes (Fleurieux, aujourd'hui hameau à Châtillon-sur-Chalaronne, Ain; Fleurieux-sur-l'Arbresle, Rhône), n'est pas attesté en tant que paroisse au Moyen Âge : il est en effet absent des pouillés du diocèse de Lyon (premier pouillé vers 1225; le second à la fin du XIVe siècle), où l'on s'attendrait à le trouver. Ceci est confirmé par une carte du diocèse de Lyon datée de 1659, où Fleurieu ne désigne à cette époque qu'une ferme ou un hameau de peu d'importance; c'est toujours un hameau (noté Fleurieux) en 1753/1785 sur la carte de Cassini. Ces faits incitent donc à la plus extrême prudence : rien, dans l'état actuel des choses, n'indique que l'on ait affaire ici à un toponyme gallo-romain, et l'on doit aussi envisager pour ce nom la possibilité d'une apparition beaucoup plus tardive (transfert médiéval de toponyme par l'intermédiaire d'un nom de fief; fixation d'un patronyme, etc.).

## Héraldique
Le blason de Fleurieu-sur-Saône, accepté par le Conseil départemental d'Héraldique, se décline ainsi : En chef trois épis d'or sur fond de sinople, tourteau d'azur sur fond d'or en champagne rivière d'azur ombrée d'argent.
Le blason est surmonté d'une couronne représentant un château fort avec trois tours (ville de canton). En dessous un ruban porte la devise en latin , "SEMPER FLOREBO" : "Je fleurirai toujours"

## Histoire
Un habitat gallo-romain, dont le plus beau témoin est un autel dédié à Mercure, trouvé lors de la démolition de l'ancienne église en 1884, et conservé au musée gallo-romain de Lyon, est à l'origine du village. On retrouve la trace de cette origine romaine dans les noms successifs du village : Floriacus (1228), Fluyriacus (1253). On trouve Fleurieu pour la première fois en 1657.
Au Moyen Âge, Fleurieu, comme Rochetaillée, est administré par le chapitre de Lyon sous la suzeraineté de l'abbaye de l'Île-Barbe puis, à partir de 1396, du comte Amédée VIII de Savoie et de ses successeurs. Aux XVIe et XVIIe siècles, Fleurieu, bien qu'appartenant au Franc-Lyonnais, dépend de la paroisse de Montanay, qui se situe en Bresse. Fleurieu ne devient paroisse à part entière qu'en 1817.
En 1827, Jean-Baptiste Guimet (1795-1871), découvre un nouveau colorant artificiel, le bleu Guimet : l'outremer artificiel qui remplaça le bleu qui était obtenu auparavant à partir du lapis-lazuli, beaucoup plus onéreux selon son épouse Marguerite Rosalie dite Zélie Bidault, artiste peintre qu'il a épousée en 1825. Ce bleu était surtout utilisé comme agent azurant en blanchisserie et dans l'industrie de la pâte à papier.
Dès 1834, il installe son usine à Fleurieu, dans le parc et sur les dépendances de son château. Le premier directeur de la fabrique de bleu Guimet est Jean Louis Bidault (1807-1870), le beau-frère de Jean Baptiste Guimet. De nos jours, les bâtiments ont été transformés en zone artisanale. L'industrialisation de la commune occasionne la création d'équipements publics, en premier lieu de l'ancienne mairie entre 1841 et 1843 qui héberge également l'école publique et l'ouverture d'une nouvelle voie, l'avenue Philibert Gaillard, qui relie le modeste centre-bourg à la Saône.

## Politique et administration

### Liste des maires
| Période                                  | Période  | Identité               | Étiquette | Qualité |
| ---------------------------------------- | -------- | ---------------------- | --------- | ------- |
| 1789                                     |          | Jean-Baptiste Gonichon |           |         |
| 1876                                     | 1878     | Pierre Bidault         |           |         |
|                                          |          | Pierre Comte           |           |         |
| juin 1995                                | mai 2020 | Hubert Guimet          |           |         |
| mai 2020                                 | En cours | Gérard Berrucaz        |           |         |
| Les données manquantes sont à compléter. |          |                        |           |         |

### Intercommunalité
La commune fait partie du Val de Saône, une des neuf subdivisions de la communauté urbaine du Grand Lyon dont elle représentait environ 0,55 % du territoire et 0,10 % de la population en 2007.
Le Grand Lyon disparaît le 1er janvier 2015 et laisse place à la collectivité territoriale de la métropole de Lyon. La commune quitte ainsi le département du Rhône.

### Jumelages
La commune est jumelée avec  Lichtenwald (Allemagne) depuis 2016.

## Population et société

### Démographie
L'évolution du nombre d'habitants est connue à travers les recensements de la population effectués dans la commune depuis 1793. Pour les communes de moins de 10 000 habitants, une enquête de recensement portant sur toute la population est réalisée tous les cinq ans, les populations de référence des années intermédiaires étant quant à elles estimées par interpolation ou extrapolation. Pour la commune, le premier recensement exhaustif entrant dans le cadre du nouveau dispositif a été réalisé en 2008.

En 2022, la commune comptait 1 549 habitants, en évolution de +7,94 % par rapport à 2016 (Rhône : +3,93 %, France hors Mayotte : +2,11 %).
| 1793 | 1800 | 1806 | 1821 | 1831 | 1836 | 1841 | 1846 | 1851 |
| ---- | ---- | ---- | ---- | ---- | ---- | ---- | ---- | ---- |
| 270  | 308  | 416  | 380  | 376  | 383  | 368  | 353  | 397  |

| 1856 | 1861 | 1866 | 1872 | 1876 | 1881 | 1886 | 1891 | 1896 |
| ---- | ---- | ---- | ---- | ---- | ---- | ---- | ---- | ---- |
| 417  | 463  | 465  | 429  | 437  | 465  | 447  | 447  | 452  |

| 1901 | 1906 | 1911 | 1921 | 1926 | 1931 | 1936 | 1946 | 1954 |
| ---- | ---- | ---- | ---- | ---- | ---- | ---- | ---- | ---- |
| 456  | 469  | 450  | 450  | 484  | 527  | 555  | 593  | 679  |

| 1962 | 1968 | 1975 | 1982 | 1990 | 1999  | 2006  | 2008  | 2013  |
| ---- | ---- | ---- | ---- | ---- | ----- | ----- | ----- | ----- |
| 736  | 797  | 867  | 898  | 943  | 1 286 | 1 300 | 1 304 | 1 400 |

| 2018  | 2022  | - | - | - | - | - | - | - |
| ----- | ----- | - | - | - | - | - | - | - |
| 1 464 | 1 549 | - | - | - | - | - | - | - |

### Enseignement
La commune possède une école élémentaire publique (deux classes maternelles et trois primaires, 112 élèves en 2012-2013), avec restaurant scolaire, salle de sport, stade, salle informatique, éveil à la musique et à la langue anglaise, sorties nature, et une garderie périscolaire.
Le collège public Jean-Renoir et l'établissement privé Notre-Dame de Bellegarde (classes primaires, collège et lycée), à Neuville-sur-Saône, sont tout proches de Fleurieu. Le lycée Rosa-Parks de Neuville est un peu plus éloigné. Tous les enseignements techniques et professionnels, ainsi que l'enseignement supérieur, sont disponibles à Lyon, donc facilement accessible depuis Fleurieu.
Fleurieu-sur-Saône est situé dans l'académie de Lyon, et son école relève de l'inspection académique du Rhône.

### Manifestations culturelles et festivités
L'Association sportive, culturelle, artistique et épicurienne de Fleurieu-sur-Saône, ou Arts et Loisirs Florentins (ALF), est une association agréée jeunesse et sport. Créée en novembre 2001, elle compte aujourd'hui plus de 240 adhérents avec une douzaine d'activités sportives et culturelles. Elle organise occasionnellement des sorties (au ski par exemple).

## Économie

### Emploi
L'agence Pôle emploi compétente pour la commune de Fleurieu est celle de Neuville-sur-Saône. La Mission locale Plateau Nord - Val de Saône a son siège à Fontaines-sur-Saône.

### Entreprises et commerces
La commune de Fleurieu est adhérente du syndicat de communes « Territoire Saône - Mont-d'Or », dont Hubert Guimet est premier vice-président chargé du développement économique et de la pépinière d'entreprises.
Elle a elle-même créé sur le site des anciennes usines Guimet une zone artisanale qui accueille des activités artisanales et industrielles variées (atelier de peinture industrielle, serrurerie, menuiserie, maçonnerie, commerce de gros…). Le « Centre artisanal Bleu Guimet » offre 6 000 m2 de bureaux et d'ateliers accessible aux gros gabarits.
Les commerces sont peu présents sur la commune : une boulangerie, une épicerie. Il faut aller à Rochetaillée pour trouver un supermarché et un bar, ou à Neuville pour tout type de commerces et services.

## Culture locale et patrimoine

### Patrimoine architectural

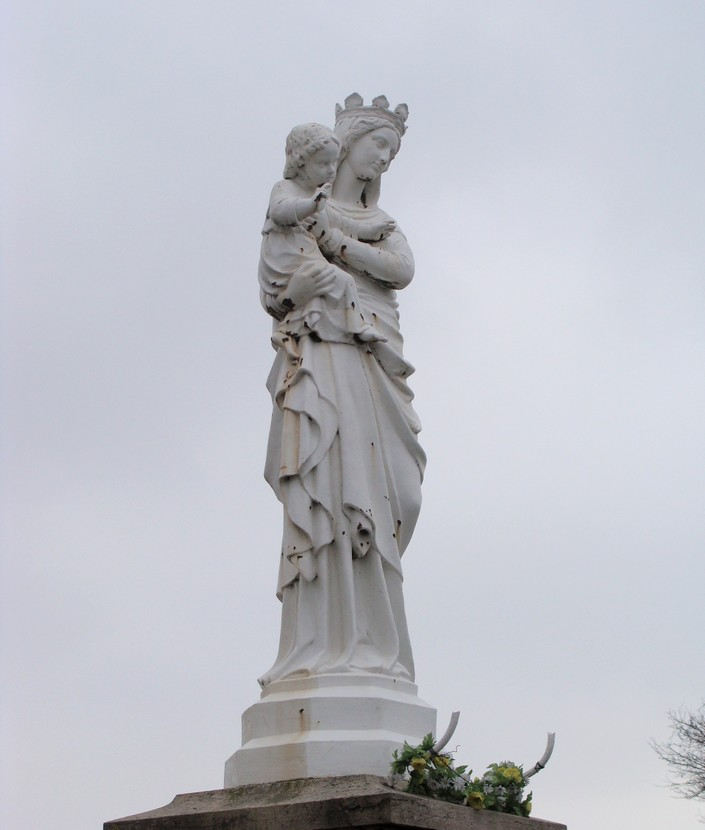
La Vierge de Fleurieu.

- La « Vierge de Fleurieu », statue érigée « à la gloire de Marie par les paroissiens de Fleurieu sur Saône »[46] en décembre 1899, domine le village à 275 mètres d'altitude (soit 100 mètres de dénivelé). C'est un but de promenade apprécié, le lieu offrant une vue panoramique sur le val de Saône et les Monts d'Or.

### Personnalités liées à la commune
- Jean-Baptiste Guimet, qui construisit en 1834 une usine pour fabriquer le « bleu Guimet » au sud de la commune
- Émile Guimet, son fils, qui reprit la direction de l'usine en 1860, et créa le Musée Guimet de Lyon puis celui de Paris